# Patrick Brydone

Karte von Brydones Werk Tour through Sicily and Malta, 1806

Patrick Brydone (* 5. Januar 1736 in Coldingham, Berwickshire; † 19. Juni 1818 in Lennel House, Berwickshire) war ein schottischer Reisender und Schriftsteller. Bekanntheit erlangte durch seinen Reisebericht A Tour through Sicily and Malta.

## Leben

### Abstammung und frühes Leben
Patrick Brydone war ein Sohn des in Coldingham wirkenden schottischen Pastors Robert Brydone (* um 1687; † 1761) und der Elizabeth Dysart († 1764). Durch den Besuch der St Andrews University verschaffte er sich eine solide Bildung, brach aber sein Studium ohne Erreichung eines Abschlusses im Alter von 19 Jahren ab. Daneben interessierte er sich für das neu entdeckte Phänomen der Elektrizität, deren Erforschung durch die kurz zuvor gemachten Entdeckungen Benjamin Franklins allgemeines Interesse erregt hatte. Allerdings schloss er sich nach der vorzeitigen Beendigung seiner Universitätsstudien zuerst der britischen Armee an. Er nahm am Siebenjährigen Krieg teil und kämpfte dabei u. a. bei der Eroberung der Belle-Île (1761) sowie als Hauptmann in Portugal mit. Dort blieb er zunächst nach dem Ende des Kriegs (1763) und schied aus dem militärischen Dienst aus. Durch seine Tätigkeit bei der Armee hatte er Erfahrungen bezüglich des Reisens und der Kartographie gemacht. In der Folge begab er sich nach Frankreich und begann dort als mitreisender Hauslehrer betuchter junger britischer Adliger zu arbeiten. 1764 zog er in die Schweiz und ließ sich in Lausanne nieder. In den nächsten Jahren bereiste er wieder Portugal und Frankreich, daneben auch Spanien, Irland und die Niederlande. In der Schweiz führte er wissenschaftliche Experimente auf dem Gebiet der Elektrizität durch. Er hatte auch hervorragende britische Instrumente mitgenommen, um den Zustand und die Temperatur der Luft der höchsten europäischen Berge zu messen und bestieg zu diesem Zweck die Alpen und den Apennin.

### Reise nach Sizilien und Malta; Abfassung des Reiseberichts
Bald nach seiner kurzzeitigen Rückkehr nach Großbritannien begab sich Brydon 1767 oder 1768 als Reisehofmeister von William Beckford von Somerley und zwei weiteren Edelleuten erneut auf den europäischen Kontinent. Er bereiste Italien und einige Inseln des Mittelmeers. Auch erhielt er Zutritt zu den vornehmsten Gesellschaftskreisen und zahlreiche Informationen über die Denkmäler, Bräuche und physikalischen Phänomene dieses Landes. Im Oktober 1769 wurde er zum Lehrer von William Fullarton bestellt und hielt sich mit diesem von Dezember 1769 bis Mai 1770 in Neapel auf. Der britische Botschafter im Königreich Neapel, Sir William Hamilton, und der Geistliche Giovanni Maria Della Torre, die sich für Vulkanologie interessierten, halfen ihm bei der Erforschung des damals sehr aktiven Vesuv. Hamilton machte ihn mit kampanischen Adligen bekannt und ermutigte ihn zur Erkundigung Siziliens. Nachdem er sich in Neapel in Begleitung von Hamilton und dessen erster Gattin eingeschifft hatte, bereiste er die gesamte Küste Kampaniens. Dann setzte er nach Messina über, besuchte Taormina und untersuchte den Ätna, wobei er Höhen- und Temperaturmessungen des Berges durchführte. Dann besichtigte er Syrakus und unternahm eine Expedition nach Malta und Gozo. Nachdem er diese von damaligen Touristen kaum besuchten Inseln erforscht hatte, kehrte er über Agrigent nach Palermo zurück. Danach verbrachte er drei Monate in Neapel sowie anschließend den Winter 1770/71 in Rom und kam im Frühjahr 1771 nach Venedig, wo er einige Monate blieb. Im folgenden Sommer hielt er sich in Genf auf, von wo er verschiedene Exkursionen durch die Schweiz unternahm. Im Herbst 1771 kam er wieder auf den Britischen Inseln an. 1773 wurde er zum Fellow der Londoner Royal Society gewählt. Er war auch Fellow der Royal Society of Edinburgh.
Brydstone fertigte die erste realistische Karte der Wege des Ätna an. Da die britische Öffentlichkeit damals nur sehr wenig über die Natur von Sizilien und Malta wusste, veröffentlichte er eine überarbeitete Version seiner Reisenotizen in Form einer Serie fiktiver Briefe an William Beckford unter dem Titel A Tour through Sicily and Malta (2 Bände, London 1773). Es erhielt gute Rezensionen und wurde vom Lesepublikum so gut aufgenommen, dass es zu einem Volksbuch avancierte und zu Brydones Lebenszeit zahlreiche Auflagen erlebte. Ferner wurde es durch Georg Joachim Zollikofer ins Deutsche (Brydones Reise durch Sizilien und Malta, 2 Bände, Leipzig 1774; 3. Auflage 1783) und durch Jean-Nicolas Démeunier ins Französische (Voyage en Sicile et à Malte, 2 Bände, Paris 1775) übersetzt. Neun Jahre nach der Erstveröffentlichung von Brydones Werk publizierte Michael Johann von der Borch Letters to serve as Supplement to the Voyage in Sicily and Malta of Mr. Brydone (2 Bände, Turin 1782).

### Späteres Leben und Tod
Bald nach der Herausgabe seines Reiseberichts 1773 reiste er wieder als Hauslehrer und besuchte die Schweiz, Frankreich, Österreich, Deutschland, Ungarn, Polen und Russland. Ab 1783 verzichtete Brydone auf weitere Reisen. Er hatte 1779 die Stelle eines Rechnungsprüfers des Stamp Office, eines Vorläufers des britischen Finanzamts (Inland Revenue), erhalten und schrieb gelegentliche Traktate, die sich meist mit der Elektrizität befassten und in den Philosophical Transactions der Londoner Royal Society veröffentlicht wurden. 1785 heiratete er Mary Robertson, eine Tochter des Historikers William Robertson, mit der er die drei Töchter Mary, Elizabeth und Wilhelmina zeugte. Weiterhin studierte er neue wissenschaftliche Werke, führte Experimente durch und hielt Kontakt zu vielen Freunden in ganz Europa. Nach seiner Pensionierung lebte er zurückgezogen, erhielt Besuche von Literaten und bedeutenden Persönlichkeiten des öffentlichen Lebens und starb am 19. Juni 1818 im Alter von 82 Jahren in Lennel House, Berwickshire.